# Abu Yazid al-Bistami
Bayazid al-Bistami, (arabă: أبو يزيد البسطامي), sau Abu Yazid Tayfur inb `Isa ibn Sorushan Bistami, (m. 875/261) a fost un sufit persan din orașul Bastam, din Iran. 

## Biografie
Al-Bistami a fost un sufit persan care a urmat învățăturile școlii hanefite. Numele său, „al-Bistami” provine de la orașul natal, Bastam, din zona montană El Burz, la sud de Marea Caspică, din Iran, unde și-a petrecut cea mai mare parte a vieții. Bunicul său practica zoroastrismul, dar ulterior s-a convertit la islam. Al- Bistami este cunoscut pentru discursurie sale extatice. Tot el ar fi și autorul conceptului de „anihilare”,  însă există păreri cum că acesta ar fi preluat conceptul de la un erudit din orașul Sindh din Pakistan, ceea ce-i conferă influență indiană. Spusele lui nu au fost adunate în scris de acesta, ci de discipoli sufiți, istorici, comentatori, teoreticieni și teologi. Acesta privea ascensiunea profetului Muhammad către cer ca un șablon pentru propria sa evoluție spirituală. 

## Activitate și doctrină
Abu Yazid Tayfur Bistami este numit „superiorul” , sau Bayazid. Louis Massignon îl consideră a fi inițiatorul sufismului iranian, sufism îmbogățit de panteism și cu reminiscențe zoroastriene.  A trăit o viață ascetică, fiind mereu în căutare de a se detașa de lume. În istoria sufismului, Bistami a jucat un rol important, dar, cu toate acestea, biografia lui nu este bine cunoscută, situație a tuturor reprezentanților timpurii ai misticii islamice și ai tuturor întemeietorilor ordinelor. Din puținele informații reiese că acesta era un erudit al școlii hanefite și că preda dreptul musulman. Ulterior, atenția lui s-a mutat asupra demersului contemplativ, a meditației atât de prezentă în viața misticilor. Nu există informații despre maestrul său spiritual sau despre vreun îndrumător, cum nu se poate certifica faptul că ar fi făcut parte dintr-un ordin, cu toate că „pare informat de întreaga gândire mistică”. Experiențele sale spirituale au fost transmise de discipolii săi sub formă de povestiri, până a fi consemnate în scris, iar ansamblul lor este „de o calitate metafizică și spirituală neprețuită”.  Abu Yazid nu a scris, cugetările sale au fost adunate ulterior de discipolii săi, mai apoi consemnate în scris de cei a căror activitate se învârtea în jurul misticii. Maximele de acest gen sunt denumite shatahat în istoria spirituală a islamului. La aproximativ un secol după moartea se conturează o primă școală care propovăduia învățăturile acestuia. 
Bistami este numit de Chevalier un om al extremelor, nefiind deloc omul „jumătăților de măsură”: „Într-atât l-am iubit pe Dumnezeu, pe cât mi-am urât eul și într-atât am urât lumea, pecât am iubit ascultarea de Dumnezeu”.  Tradiția sufită îi atribuie experiențele religioase intense și zborul mistic. A  fost aspru criticat de autoritățile religioase din acele timpuri, în urma experiențelor extatice de uniune cu Dumnezeu, când ar fi spus că Dumnezeu vorbit ca și cum Dumnezeu ar fi grăit prin el. A fost de asemenea acuzat de blasfemie.  Discipolii săi i-au luat apărarea, spunând despre acesta că este un bun musulman și că aceste cuvinte ale sale ar fi fost rostite atunci când acesta s-ar fi aflat într-o anumită stare mistică și nu în timpul unei discuții sau al vreunui discurs obișnuit. Acesta l-ar fi citat pe Dumnezeu, nu ar fi vorbit ca și cum s-ar fi identificat cu divinitatea. Afirmațiile lui Bistami s-au răspândit în toată zona persană, spre Irak, Asia Centrală și Turcia, datorită discipolilor săi.  Spusele lui au fost consemnate în scris în jurul secolului al zecelea, când acesta a început să fie considerat sfânt și să fie venerat de către sufiți, care îi vizitau mormântul pentru a primi de la acesta binecuvântarea (baraka). Mai mult de atât, afirmațiile sale au fost introduse în discursurile sufite ale mai multor importante ordine sufite.  A fost alungat din orașul său natal de mai multe ori din cauza spuselor teopatice, cu toate că discipolii îi țineau partea, afirmând că acesta nu și le atribuia și că cita în timpul unor experiențe mistice. 
Unul dintre discipolii lui Bistami era nepotul său, Abu Musa ”Isa ibn Adam. Prin intermediul acestuia, Junayd reușește să cunoască spusele lui Abu Yazid și de asemenea le traduce în arabă. Cea mai completă lucrare despre viața și activitatea lui mistică și spirituală este „Cartea luminii despre spusele lui Abu Yazid Tayfur”, scrisă de Muhammad Sahlaji.
Parcursul spre inițiere este perzent și în doctrina lui Bistami, care descrie drumul ca fiind compus din mai multe etape inițiatice pentru a ajunge la realizare spirituală. Doctrina lui Bistami este caracterizată de conștiința profunadă a triplei condiții a ființei, sub forma a trei elemente: Eu, Tu, El (sinele). În acest tip de gradare a conștiinței ființei se au loc contopirea și unificarea dintre divin și uman. Cele două elemente se unesc într-un „act transcendent de adorare și iubire”. 